# 2012 في ليبيا
فيما يلي قوائم الأحداث التي وقعت خلال عام 2012 في ليبيا.

## أحداث
- 11 سبتمبر – الهجوم على القنصلية الأمريكية في بنغازي
- 7 يوليو – الانتخابات العامة الليبية المؤتمر الوطني 2012

## سياسة

### تعيين في المنصب
- 14 نوفمبر – علي زيدان رئيس وزراء ليبيا.

## وفيات

### يناير
- 23 يناير – عبد الله الميهوب (مواليد 1955) محامي ليبي.

### أبريل
- 29 أبريل – شكري غانم (مواليد 1942) سياسي ليبي.

### مايو
- 20 مايو – عبد الباسط المقرحي (مواليد 1952)

### يونيو
- 4 يونيو – أبو يحيى الليبي (مواليد 1963)

### يوليو
- 28 يوليو – عبد الفتاح يونس (مواليد 1944)